# Symmigma
Symmigma Bishop & Crosby, 1933 è un genere di ragni appartenente alla famiglia Linyphiidae.

## Distribuzione
L'unica specie oggi attribuita a questo genere è stata rinvenuta in USA.

## Tassonomia
A giugno 2012, si compone di una specie:
- Symmigma minimum (Emerton, 1923)[3] — USA